# Va bene, va bene così
Va bene, va bene così è il primo album live del cantautore italiano Vasco Rossi, uscito nel 1984.

## Storia
Inizialmente doveva essere un doppio album e contenere due inediti (oltre a Va bene, va bene così, sarebbe dovuto anche essere presente T'immagini, poi pubblicato nel successivo album Cosa succede in città).
La canzone che dà il titolo all'album è stata registrata in studio (con parole di Vasco Rossi e musica di Roberto Casini e Domenico Camporeale e la chitarra suonata da Dodi Battaglia, chitarrista dei Pooh) e il sax suonato da Rudy Trevisi. I brani dal vivo sono estratti dalle registrazioni dei concerti al Palasport di Cantù, alla Discoteca Verona 2000 di San Giovanni Lupatoto e al Teatro Tenda di Bologna, tenuti durante il Bollicine Tour del 1983.
È stato l'album più venduto in Italia nel 1984, superando il milione di copie vendute. 
Il brano omonimo è stato ripreso nel 1994 da Mina, nel disco Canarino mannaro. Nel 1998, la stessa Mina ne ha cantato una versione in lingua spagnola dal titolo De acuerdo e pubblicata nell'album Nostalgias.
Da questo album entra a far parte della Band il bassista Claudio Golinelli, detto "Il Gallo".
L'album uscì in un periodo abbastanza burrascoso per Vasco che, ad aprile, fu arrestato dai carabinieri di Bologna per spaccio e detenzione di sostanze stupefacenti, e fu rinchiuso in isolamento al carcere di Rocca Costanza di Pesaro, venendo comunque scarcerato, per poi prendere la strada della disintossicazione dalle droghe.

### Ristampa
Nel 2024, per il 40º anniversario, l'album è stato ristampato con il titolo Va bene, va bene così - Live + Live Unreleased, con l'aggiunta di un secondo disco, contenente il concerto integrale del 1983. le canzoni del secondo disco sono: Dimentichiamoci questa città, Splendida giornata, Mi piaci perché, La nostra relazione, Asilo Republic, Una canzone per te, Valium, Cosa ti fai, Voglio andare al mare, Silvia.

## Tracce
Testi e musiche di Vasco Rossi, eccetto dove indicato.
Lato A
1. Va bene, va bene così – 4:58 (musica: Roberto Casini) – inedito
2. Colpa d'Alfredo – 5:18
3. Deviazioni – 1:47
4. Fegato, fegato spappolato – 2:50
5. Vita spericolata – 5:31 (musica: Tullio Ferro)

Lato B
1. Ogni volta – 4:30
2. Albachiara – 4:39
3. Bollicine – 5:54
4. Siamo solo noi – 6:26

## Classifiche

### Classifiche settimanali
| Classifica (1984) | Posizione massima |
| ----------------- | ----------------- |
| Italia            | 1                 |

### Classifiche di fine anno
| Classifica (1984) | Posizione |
| ----------------- | --------- |
| Italia            | 1         |

## Formazione
- Vasco Rossi - voce
- Serse May - programmazione
- Dodi Battaglia - chitarra (in "Va bene, va bene così")
- Ernesto Vitolo - tastiera
- Claudio Golinelli - basso
- Lele Melotti - batteria
- Maurizio Solieri - chitarra solista
- Massimo Riva - chitarra ritmica
- Andrea Righi - basso
- Roberto Casini - batteria
- Mimmo Camporeale - tastiera
- Rudy Trevisi - sax